# Антонін Ледвина
Антонін Ледвина (чеськ. Antonín Ledvina) — чехословацький футболіст, що грав на позиції воротаря, зокрема за празьку «Спарту»].

## Клубна кар'єра
Виступав у складі клубу «Спарта Коширже». В сезоні 1030-31 грав за «Вікторію» (Жижков), де зумів витіснити з основи Вацлава Бенду, багаторічного воротаря команди.
З наступного сезону виступав за «Спарту» (Прага), в складі якої в першому сезоні став чемпіоном Чехословаччини. Загалом виступав за команду три сезони і ще двічі ставав з командою срібним призером чемпіонату.
Виступав за «Спарту» в Кубку Мітропи в 1932 і 1933 роках. У 1932 році грав у першому матчі проти «Болоньї», в якому пропустив п'ять голів — 0:5. У 1933 році взяв участь в чотирьох матчах турніру, що завершився для «Спарти» поразкою від «Амрозіани-Інтер» у півфіналі.
В сезоні 1934–1935 грав за команду «Чехія Карлін», з якою вилетів з вищого дивізіону.

## Виступи за збірні
В складі аматорської збірної Чехословаччини виступав у Кубку Центральної Європи серед аматорів 1929-1930. Зокрема, брав участь у матчі проти аматорської збірної Австрії, що завершився поразкою Чехословаччини з рахунком 1:3. В тому турнірі чехословацька збірна зайняла останнє четверте місце.
Також грав за збірну Праги. Зокрема, брав участь у двох матчах проти збірної Відня. В 1931 Прага програла вдома з рахунком 2:5, а в 1933 році здобула перемогу з рахунком 2:0.

## Трофеї і досягнення
- Чемпіон Чехословаччини:

«Спарта» (Прага): 1931-32
- Срібний призер чемпіонату Чехословаччина:

«Спарта» (Прага): 1932-33, 1933-34